# Enköping (đô thị)
Đô thị Enköping (tiếng Thụy Điển: Enköping kommun) là một đô thị ở hạt Uppsala của Thụy Điển. Thủ phủ là thị xã Enköping. Dân số thời điểm 31 tháng 12 năm 2020 là 46104 người.